# 西湖村 (淳安县)
西湖村，为中华人民共和国浙江省杭州市淳安县梓桐镇所辖的一个行政村。西湖村包含6个行政村，分别为西湖村、上坑坞村、下坑坞村、丁家村、方家村、周家村。新安江水库建成后，该村靠近水库，似西湖景色，故名西湖村。2007年11月，原西湖村(包含3个自然村：西湖村、上坑坞村、下坑坞村)、坑村(包含3个自然村：丁家村、方家村、周家村)合并为一个新行政村，仍名西湖村。行政区划代码330127107238。